# Galium intermedium
Galium intermedium är en måreväxtart som beskrevs av Schult.. Galium intermedium ingår i släktet måror, och familjen måreväxter. Inga underarter finns listade i Catalogue of Life.